# 南島原市立有家小学校
南島原市立有家小学校（みなみしまばらしりつ ありえしょうがっこう）は、長崎県南島原市有家町久保にある公立小学校。

## 概要
歴史
1873年（明治6年）に「中須川（なかすかわ）小学校」として開校。2013年（平成25年）に創立140周年を迎えた。創立148年目の2021年（令和3年）に、有家地区の小学校3校（有家・新切・蒲河）の統合により、新しい「有家小学校」として開校した。
学校教育目標
「学校や地域で生き生きと活動する心豊かな子どもの育成」
校章
1966年（昭和41年）に制定。旧有家町の町章（「有」の文字を図案化したもの）の上に「小」の文字を置いている。
校歌
1956年（昭和31年）に制定。作詞は松原寛、作曲は伊藤英一による。歌詞は4番あり、歌詞中に校名は登場しない。
校区
住所表記で南島原市有家町の後に「久保、小川、中須川、山川、尾上、蒲河」が続く地域。
中学校区は南島原市立有家中学校。

## 沿革
前史
- 1665年（寛文5年） - 有家村が有田村・町（まち）村・隈田村の3村に分かれ有家3カ村と呼ばれるようになる。
- 1871年（明治4年）
  - 7月 - 廃藩置県により島原県の管轄となる。
  - 11月 - 長崎県に統合される。
- 1872年（明治5年）8月 - 学制が公布される。

正史
- 1873年（明治6年）3月 - 町（まち）村の中須川名[2]字堤にある庄屋の屋敷を校舎として、「中須川小学校」が開校。
- 1874年（明治7年）
  - 2月3日 - 「第五大学区第三中学区[3]有家町小学校」に改称。
  - 10月29日 - 有田村に蒲川（蒲河）小学校が開校。
- 1876年（明治9年）
  - 2月 - 有田村に尾上小学校が開校。
  - この年 - 有家3カ村が西有家村と東有家村の2村に統合再編される。
    - 有田村と町村の2名[2]（中須川名・小川名）が東有家村となる。
    - 隈田村の5名[2]（里坊名・須川名・龍石名・長野名・久保名）と町村の2名（慈恩寺名・見岳名）が西有家村となる。
- 1877年（明治10年）6月4日 - 学区改正[4]により、「第五大学区第二中学区[5]有家小学校」に改称。
- 1878年（明治11年）12月24日 - 郡制の施行に伴い学区が改正され、「南高来郡隅田部[6]有家小学校」となる。
- 1879年（明治12年）- 西有家村の久保名が東有家村に統合される。
- 1882年（明治15年）5月 - 教育令の改正により「東有家学区有家小学校」と改称。
- 1884年（明治17年）10月 - 「東有家学区二等有家小学校」と改称。尾上小学校と蒲河小学校を統合し、それぞれ「尾上分校」・「蒲河分校」とする。
- 1886年（明治19年）
  - 8月 - 小学校令の施行により、尋常科（修業年限4年）を設置の上「尋常東有家小学校」に改称。
  - この年 - 尾上分校と蒲河分校が分離し、それぞれ「簡易尾上小学校」・「簡易蒲河小学校」として独立（簡易科3年）。
  - この年 - （長崎県）第七高等小学校（修業年限4年）が東有家村中須川名字堤156番地3[7]に設置される。（旧十八銀行有家支店跡地[8]）
    - 第七高等小学校は東有家村を含む6村の児童を対象としていた[9]。
- 1889年（明治22年）4月 - 町村制の実施により、東有家村立の小学校となる。
- 1893年（明治26年）10月 - 小学校令の改正により、「東有家尋常小学校」と改称（「尋常」の位置が変わる）。
  - （長崎県）第六高等小学校が廃止される。跡地に東有家村・西有家村・堂崎村三村学校組合有家高等小学校が設置される。
- 1904年（明治37年）9月1日 - 旧校舎の不備・不便により、東隈田（現在地）に校舎を新築し移転を完了。
- 1908年（明治41年）4月 - 義務教育年限が4年から6年に延長されたことにより、尋常科5年を新設。
- 1909年（明治42年）4月 - 尋常科6年を新設。
- 1912年（明治45年）
  - 3月 - 東有家村・西有家村・堂崎村三村学校組合立有家高等小学校が廃止される。
  - 4月1日 - 有家高等小学校の廃止に伴い、高等科を併設の上「東有家尋常高等小学校」と改称（尋常科6年・高等科2年）。
- 1914年（大正3年）4月 - 有家高等小学校の旧校舎を当時の校舎の北東部に移築。
- 1916年（大正5年）- 東有家村立農業補習学校を併設。
- 1921年（大正10年）
  - 高等科修了者を対象にした補習科（修業年限1年）を設置（尋常科6年・高等科2年・補習科1年）。
  - 併設の農業補習学校が「東有家農業補習学校」に改称。
- 1924年（大正13年）3月 - 運動場を拡張。4教室を増築。
- 1926年（大正15年）- 併設の東有家農業補習学校に青年訓練所が併設される。
- 1927年（昭和2年）1月1日 - 東有家村が町制施行により有家町となったため、「有家第一尋常高等小学校」と改称。補習科を廃止（尋常科6年・高等科2年）。
  - この時、同町内の蒲河尋常小学校が「有家第二尋常小学校」に、尾上尋常小学校が「有家第三尋常小学校」となった。
- 1928年（昭和3年）- 併設の農業補習学校と青年訓練所が統合され、「青年訓練認定有家実業補習学校」となる。
- 1934年（昭和9年）1月 - 2階建て6教室が完成。
- 1935年（昭和10年）- 青年学校令の施行により、併設の実業補習学校が「有家青年学校」となる。
- 1941年（昭和16年） 
  - 4月1日 - 国民学校令の施行に伴い、「有家町第一国民学校」と改称。尋常科を初等科に改める（初等科6年・高等科2年）。
  - 11月 - 運動場を拡張。
- 1947年（昭和22年）4月1日 - 学制改革（六・三制の実施）が行われる。
  - 有家町第一国民学校の初等科が改組され、「有家町立第一小学校」となる。
  - 有家町第一国民学校の高等科が青年学校普通科とともに改組され、新制中学校「有家町立有家中学校」となる。
    - 校舎が完成するまでの間、中学校は小学校に併設され、午前・午後の二部に分けて授業を実施。
- 1950年（昭和25年）9月 - 有家中学校の新校舎完成に伴い、中学校が移転。併設・二部授業を解消。
- 1951年（昭和26年）6月1日 - 「有家町立有家小学校」に改称。
- 1956年（昭和31年）3月2日 - 校歌を制定。
- 1962年（昭和37年）6月 - 校舎を改築（第一期工事）。鉄筋コンクリート造3階建て9教室が完成。
- 1963年（昭和38年）
  - 4月 - 校舎を改築（第二期工事）。運動場を拡張。
  - 11月 - 大竹惣三郎（初代校長）の頌徳碑を建立。
- 1966年（昭和41年）
  - 2月 - 校章を制定。
  - 6月 - 体育館が完成。
  - 12月 - 岩石園が完成。
- 1968年（昭和43年）8月 - プールが完成。
- 1971年（昭和46年）3月 - 「光と希望の像」を建立。
- 1973年（昭和48年）3月10日 - 創立100周年記念式典を挙行。
- 1987年（昭和62年）8月 - 運動場を全面改修。
- 1992年（平成4年）4月 - 完全給食を開始。
- 1996年（平成8年）12月 - 桜の苗木を植樹。
- 1998年（平成10年）10月 - 旧体育館の解体を開始。
- 1999年（平成11年）7月 - 体育館が完成。
- 2001年（平成13年）11月 - パソコン室が完成。インターネットに接続。
- 2002年（平成14年）2月 - ありえ寺子屋21を開始。
- 2003年（平成15年）8月 - 校舎1階東側に洋式トイレを設置。
- 2004年（平成16年）10月 - 台風により校舎の一部に被害。
- 2006年（平成18年）
  - 3月30日 - 寄贈により、図書館管理システムを導入。
  - 3月31日 - 南島原市の発足に伴い、「南島原市立有家小学校」（現校名）に改称。
  - 10月 - 低鉄棒を設置。
  - 11月 - 子ども郵便局を中止。
- 2007年（平成19年）4月 - 特別支援学級（情緒障害）を増設。
- 2021年（令和3年）
  - 2月21日 - 閉校式を挙行[10]。
  - 4月1日 - 南島原市立新切小学校と南島原市立蒲河小学校を統合し、新しい「南島原市立有家小学校」としてスタートした[11][10]。

## 交通アクセス
最寄りのバス停
- 島鉄バス 「田町」バス停

最寄りの国道・県道
- 国道251号（島原街道）
- 長崎県道132号雲仙有家線

最寄りの鉄道駅
- かつては島原鉄道島原鉄道線「有家駅」があったが、2008年（平成20年）3月末に廃止された。

## 周辺
- 南島原市役所有家支所（旧・有家町役場）
- 有家保育園
- 有家郵便局
- 永昌寺
- 専念寺
- 十八親和銀行南島原支店（旧・九州銀行→親和銀行）

## 参考資料
- 「有家町郷土誌」（1981年（昭和56年）3月31日発行, 有家町教育委員会）p.485 -
- 「長崎新聞に見る長崎県戦後50年史（1945～1995）」（1995年（平成7年）8月9日発行, 長崎新聞社）「有家町」